# Praça General Osório (Rio de Janeiro)

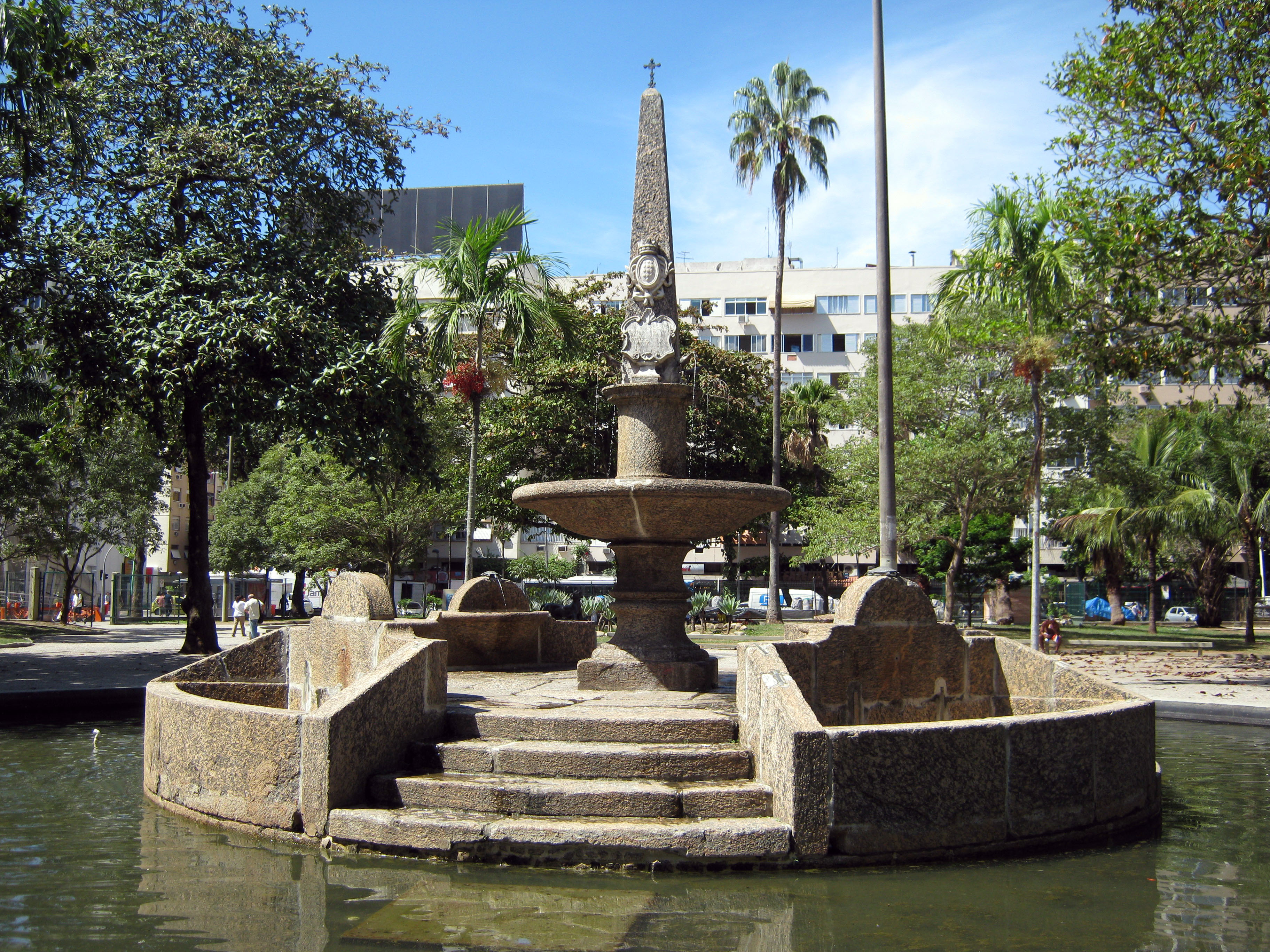
Chafariz das Saracuras (1795) na Praça General Osório, antigamente localizado no claustro do demolido Convento da Ajuda.

A Praça General Osório é uma praça em Ipanema, na cidade do Rio de Janeiro.
Foi aberta pelo Barão de Ipanema (fundador da Vila Ipanema) para início do loteamento da Vila em 1894.
No centro da praça localiza-se o Chafariz das Saracuras, datado de 1795 e atribuído ao escultor colonial Mestre Valentim. Originalmente, o chafariz esteve no claustro do Convento da Ajuda da cidade. Quando o edifício foi demolido, em 1911, o chafariz foi trazido à praça de Ipanema.
Desde 1968, a praça recebe aos domingos a Feira Hippie de Ipanema.
Em dezembro de 2009 foi inaugurada a estação do metrô General Osório/Ipanema, estação terminal da linha 1, conectando o bairro à rede metropolitana da cidade. Atualmente, cogita-se a construção de um estacionamento subterrâneo sob a praça.